# Stemma di Mantova
Lo stemma storico di Mantova è uno scudo d'argento con una croce rossa, e nel primo quarto il busto di Virgilio.

## Stemma ufficiale dell'amministrazione comunale
Lo stemma ufficiale del comune di Mantova è come quello storico, con in più gli ornamenti esteriori di città.

## Storia
Dal momento che il Sacro Romano Impero aveva riconosciuto ufficialmente il Comune di Mantova nel 1115, lo stemma della città venne definito con una croce rossa in campo bianco. Quasi subito però venne aggiunto nell'angolo volto a destra (sinistra per chi guarda) il busto di Virgilio, nato a Mantova.
È possibile vedere questo stemma, assieme a quello dei Gonzaga (storici signori di Mantova), scolpito per segnare i confines platearum della città, ossia Piazza del Mercato.

## Galleria d'immagini

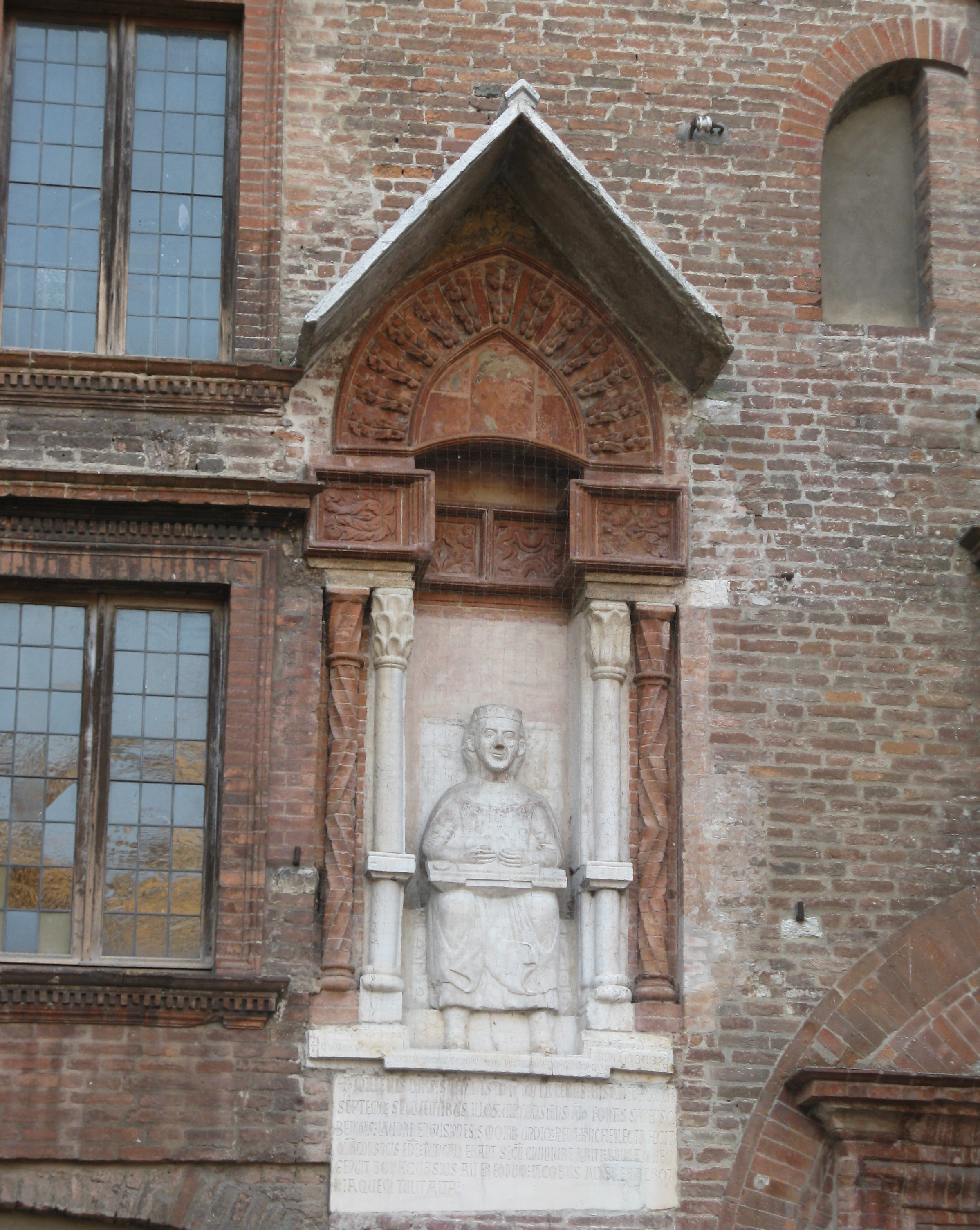
Monumento a Virgilio sul Palazzo del Podestà, XIII secolo
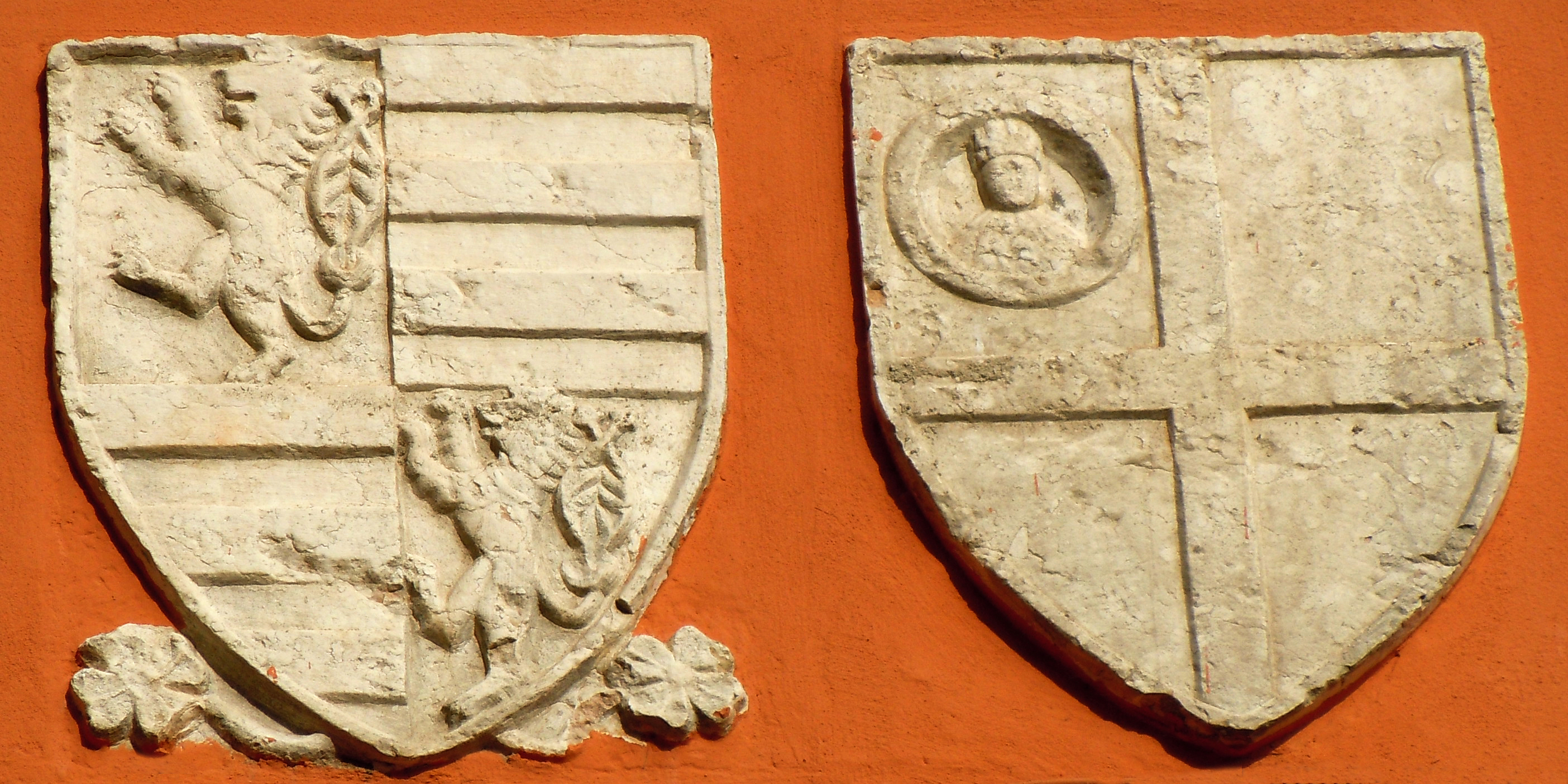
Stemma storico assieme a quello dei Gonzaga
Bandiera del Ducato di Mantova
Stemma nel XVIII secolo